# Jalón
Pour les articles homonymes, voir Jalon.
Le Jalón est une rivière espagnole, affluent de l'Èbre.

## Géographie
Sa longueur est de 224 km et son bassin versant de 9 338 km2.
Il prend sa source près de Medinaceli, et se jette dans l'Èbre à Alagón.